# Gębarzów-Kolonia
Gębarzów-Kolonia (prononciation : [ɡɛmˈbaʐuf kɔˈlɔɲa]) est un village polonais de la gmina de Skaryszew dans le powiat de Radom de la voïvodie de Mazovie dans le centre-est de la Pologne.

## Histoire
De 1975 à 1998, le village appartenait administrativement à la voïvodie de Radom.